# Гот-Спрінгс (округ, Вайомінг)
Шаблон:StateAbbr_ 43°43′ пн. ш. 108°26′ зх. д. / 43.71° пн. ш. 108.44° зх. д.
 Гот-Спрінгс  (англ. Hot Springs County) — округ (графство) у штаті Вайомінг. Ідентифікатор округу 56017.

## Історія
Округ утворений 1913 року.

## Демографія
За даними перепису
2000 року
загальне населення округу становило 4882 осіб, зокрема міського населення було 3442, а сільського — 1440.
Серед них чоловіків — 2348, а жінок — 2534. В окрузі було 2108 домогосподарств, 1353 родин, які мешкали в 2536 будинках.
Середній розмір родини становив 2,82.
Віковий розподіл населення поданий у таблиці:
| Стать    | До 15 років | 15-21 | 22-29 | 30-39 | 40-49 | 50-65 | 65-85 | Понад 85 |
| -------- | ----------- | ----- | ----- | ----- | ----- | ----- | ----- | -------- |
| Чоловіки | 428         | 215   | 149   | 248   | 400   | 495   | 376   | 37       |
| Жінки    | 421         | 207   | 153   | 272   | 411   | 505   | 470   | 95       |

## Суміжні округи
- Вошейкі — північний схід
- Фремонт — південь і південний захід
- Парк — північний захід і північ

## Виноски
1. ↑  US Decennial Census. US Census Bureau. Архів оригіналу за 26 квітня 2015. Процитовано 5 серпня 2015.
2. ↑  Historical Decennial Census Population for Wyoming Counties, Cities, and Towns. Wyoming Department of Administration & Information, Division of Economic Analysis. Архів оригіналу за 7 жовтня 2006. Процитовано 25 січня 2014.
3. ↑  State & County QuickFacts. US Census Bureau. Архів оригіналу за 6 червня 2011. Процитовано 25 січня 2014.(англ.) Наведено за англійською вікіпедією.
4. ↑  American FactFinder. Бюро перепису населення США. Архів оригіналу за 21 травня 2008. Процитовано 31 січня 2008.

| США | Це незавершена стаття з географії США. Ви можете допомогти проєкту, виправивши або дописавши її. |